# 123. Infanterie-Division (7. Königlich Sächsische)
Die 123. Infanterie-Division (7. Königlich Sächsische) war ein Großverband der Sächsischen Armee im Ersten Weltkrieg.

## Geschichte
Die Division wurde am 20. März 1915 gebildet und nach ihrer Aufstellung zunächst an der Westfront eingesetzt, im August 1916 an die Ostfront verlegt und trat Mitte November 1917 wieder im Westen vor Verdun an.

### Gefechtskalender

#### 1915
- 02. bis 13. April – Reserve der OHL
- 13. April bis 18. Mai – Kämpfe an der Aisne
- 18. Mai bis 10. Juli – Reserve der OHL
- 24. Juli bis 24. September – Stellungskämpfe in Flandern und Artois
- 25. September bis 13. Oktober – Herbstschlacht bei La Bassée und Arras
- ab 14. Oktober – Stellungskämpfe in Flandern und Artois

#### 1916
- bis 28. Februar – Stellungskämpfe in Flandern und Artois
- 28. Februar bis 14. März – Stellungskämpfe im Wytschaete-Bogen
- 14. März bis 7. Juli – Stellungskämpfe an der Yser
  - 27. März bis 27. April – Kämpfe bei St. Eloi
- 07. bis 26. Juli – Schlacht an der Somme
- 27. Juli bis 3. August – Transport nach dem Osten
- ab 4. August – Stellungskämpfe zwischen Krewo-Smorgon-Narotschsee und Tweretsch

#### 1917
- bis 17. September – Stellungskämpfe zwischen Krewo-Smorgon-Narotschsee und Tweretsch
  - 23. Januar bis 3. Februar – Winterschlacht an der Aa (Teile der Division)
  - 19. bis 27. Juli – Abwehrschlacht Smorgon-Krewo
  - 18. September bis 8. November – Stellungskämpfe zwischen Njemen-Beresina-Krewo-Smorgon-Narotschsee-Tweretsch
- 08. bis 14. November – Transport nach dem Westen
- ab 14. November – Stellungskämpfe vor Verdun

#### 1918
- bis 30. Mai – Stellungskämpfe vor Verdun
- 02. bis 13. Juni – Schlacht bei Soissons und Reims
- 14. Juni bis 4. Juli – Stellungskämpfe zwischen Oise, Aisne und Marne
- 05. bis 14. Juli – Stellungskämpfe zwischen Aisne und Marne
- 15. bis 17. Juli – Schlacht an der Marne und in der Champagne
- 18. bis 25. Juli – Abwehrschlacht zwischen Soissons und Reims
- 25. Juli bis 30. August – Stellungskämpfe vor Verdun
- 12. bis 14. September – Schlacht von St. Mihiel
- 15. September bis 10. Oktober – Stellungskämpfe in der Woëvre-Ebene und westlich der Mosel
- 11. bis 25. Oktober – Abwehrschlacht in der Champagne und an der Maas
- 25. Oktober bis 11. November – Stellungskämpfe in der Woëvre-Ebene und beiderseits der Mosel
- ab 12. November – Rückmarsch durch Lothringen, die Rheinprovinz und die Pfalz während des Waffenstillstands

## Gliederung
- 245. Infanterie-Brigade
  - Reserve-Infanterie-Regiment Nr. 106
  - Infanterie-Regiment Nr. 178
  - Infanterie-Regiment Nr. 182
  - 1. Eskadron/1. Königlich Sächsisches Husaren-Regiment „König Albert“ Nr. 18
  - 5. Eskadron/3. Königlich Sächsisches Husaren-Regiment Nr. 20
  - Feldartillerie-Regiment Nr. 245
  - Pionier-Kompanie Nr. 245

### Kriegsgliederung vom 3. Juni 1918
- 245. Infanterie-Brigade
  - Reserve-Infanterie-Regiment Nr. 106
  - Infanterie-Regiment Nr. 178
  - Infanterie-Regiment Nr. 351
  - 5. Eskadron/3. Königlich Sächsisches Husaren-Regiment Nr. 20
- Artillerie-Kommandeur Nr. 123
  - Feldartillerie-Regiment Nr. 245
- Pionier-Bataillon Nr. 123
- Divisions-Nachrichten-Kommandeur Nr. 123

## Kommandeure
| Dienstgrad                   | Name             | Datum                              |
| ---------------------------- | ---------------- | ---------------------------------- |
| Generalmajor/Generalleutnant | Karl Lucius      | 20. März 1915 bis 6. August 1918   |
| Generalmajor                 | Otto von Ompteda | 07. August 1918 bis 4. Januar 1919 |